# Denise Houphouët-Boigny
Denise Houphouët-Boigny, née Denise Coffi en 1951 à Versailles en France, est une universitaire et diplomate ivoirienne et française née à Versailles. 

## Biographie

### Éducation
Denise Houphouët-Boigny obtient un baccalauréat série D à Abidjan en 1970. Elle entre à l'université nationale de Côte d'Ivoire et s'inscrit dans une faculté des sciences exactes, en sciences des structures de la matière et de technologie, où elle se spécialise en chimie avec une maîtrise de recherche en 1974. 
Son parcours académique se solde par un doctorat d'État ès sciences physiques en 1984.

### Carrière

#### Dans l'enseignement et la recherche
Denise Houphouët-Boigny entame sa carrière dans l'enseignement en 1974. Elle travaille comme professeur au collège Jean-Mermoz d'Abidjan (actuel lycée international Jean-Mermoz) pendant un an. Elle enseigne ensuite à l'École nationale supérieure des travaux publics (ENSTP) d'Abidjan jusqu'en 1977.
Elle devient enseignante-chercheure au Laboratoire de chimie des matériaux inorganiques de l'UFR Sciences des structures de la matière et technologies de l'université de Cocody. Sa rigueur dans le travail lui permit de gravir les échelons et d'occuper successivement les postes d'assistante (1977-1981), de maître-assistante (1981-1985), de maître de conférences (1985-1993). Depuis 1993, Denise Houphouët-Boigny est professeure titulaire en chimie minérale,.

#### Dans l'administration
Denise Houphouët-Boigny devient professeure titulaire en chimie minérale en 1993. La même année, elle est responsable de la maîtrise ès sciences physiques de la faculté des sciences et techniques de 1993 à 1996. Sur la même période, elle est membre du conseil scientifique de la dite faculté.
L'année 1996 marque son entrée au ministère chargé de l'Enseignement supérieur de Côte d'Ivoire en tant que Directrice des enseignements supérieurs. Elle restera à ce poste jusqu'en 2006.
De juillet 2006 à mars 2011, elle est la secrétaire générale du Centre de Recherche et d'Action pour la Paix (CERAP). À cette responsabilité, elle travaille à accompagner le CERAP dans ses activités d'enseignement et de recherche consacrées « à la gestion des conflits, la paix, la dignité, les droits humains et la gouvernance ».
En juillet 2011, Denise Houphouët-Boigny est nommée ambassadrice, déléguée permanente de la république de Côte d'Ivoire auprès de l'UNESCO,,,,. 

## Publications
Denise Houphouët Boigny à fait plusieurs publications :
 
5 en tant que 1er auteur

2 en tant que 2e auteur

1 en tant que 3e auteur. 

## Décoration
- Commandeur de l'ordre de l'Éducation nationale de Côte-d’Ivoire en 1999[12]
- Chevalier dans l'ordre des palmes Académiques françaises en 2001[12]